# Cymothoe amaniensis
Cymothoe amaniensis là một loài bướm thuộc họ Nymphalidae. Loài này phân bố ở đông bắc Tanzania. Môi trường sống của loài này là rừng núi ở độ cao 900 tới 1,200 mét.
Ấu trùng ăn loài Rawsonia usambarensis.